# 호르히
호르히(Horch [hɔʁç])는 August Horch와 Cie가 20 세기 초반에 독일에서 만든 자동차 브랜드이다.
호르히는 현재 아우디 사의 직접적인 시조이다. 아우디는 August Horch가 DKW, Wanderer 및 역사적인 Audi 엔터프라이즈와 합병한 1932년에 형성된 Auto Union로부터 나왔다.

## 간추린 역사

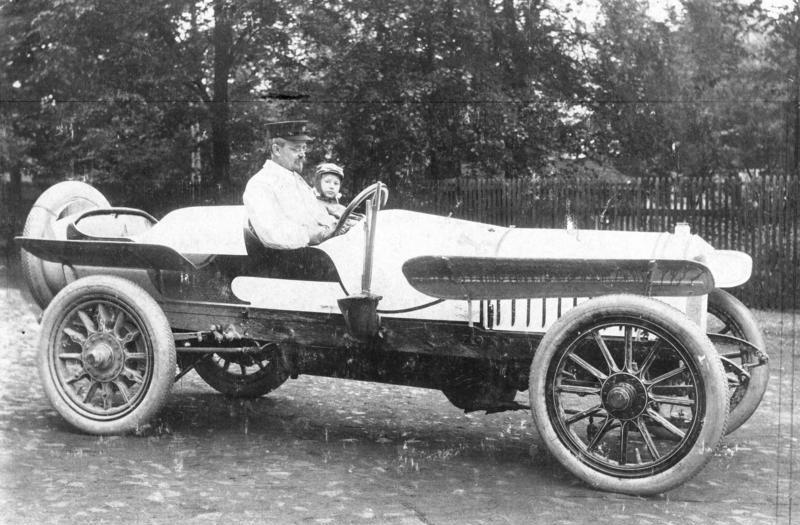
자신의 차에 타고 있는 August Horch (1908)

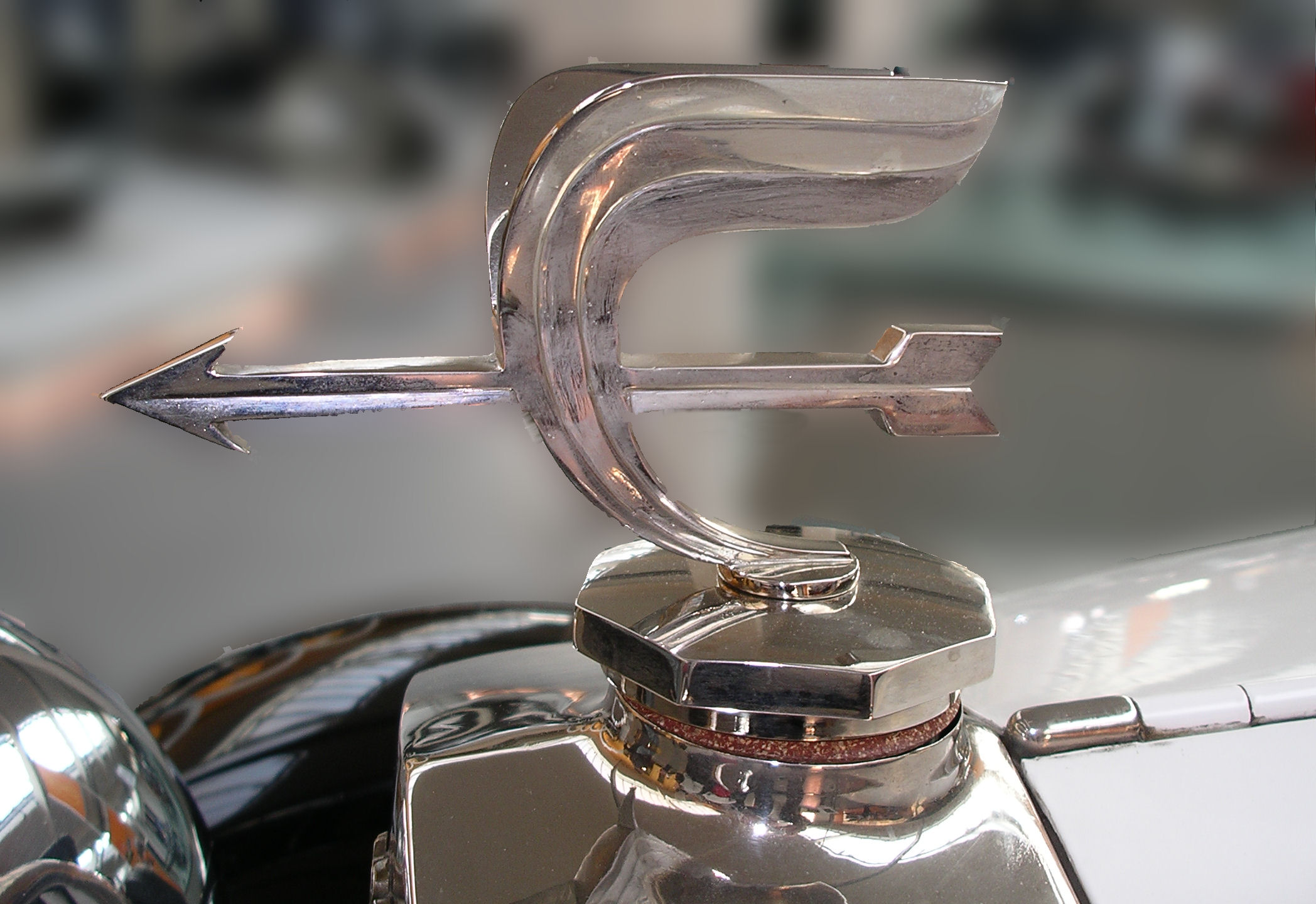
호르히 후드 장식 (1924)

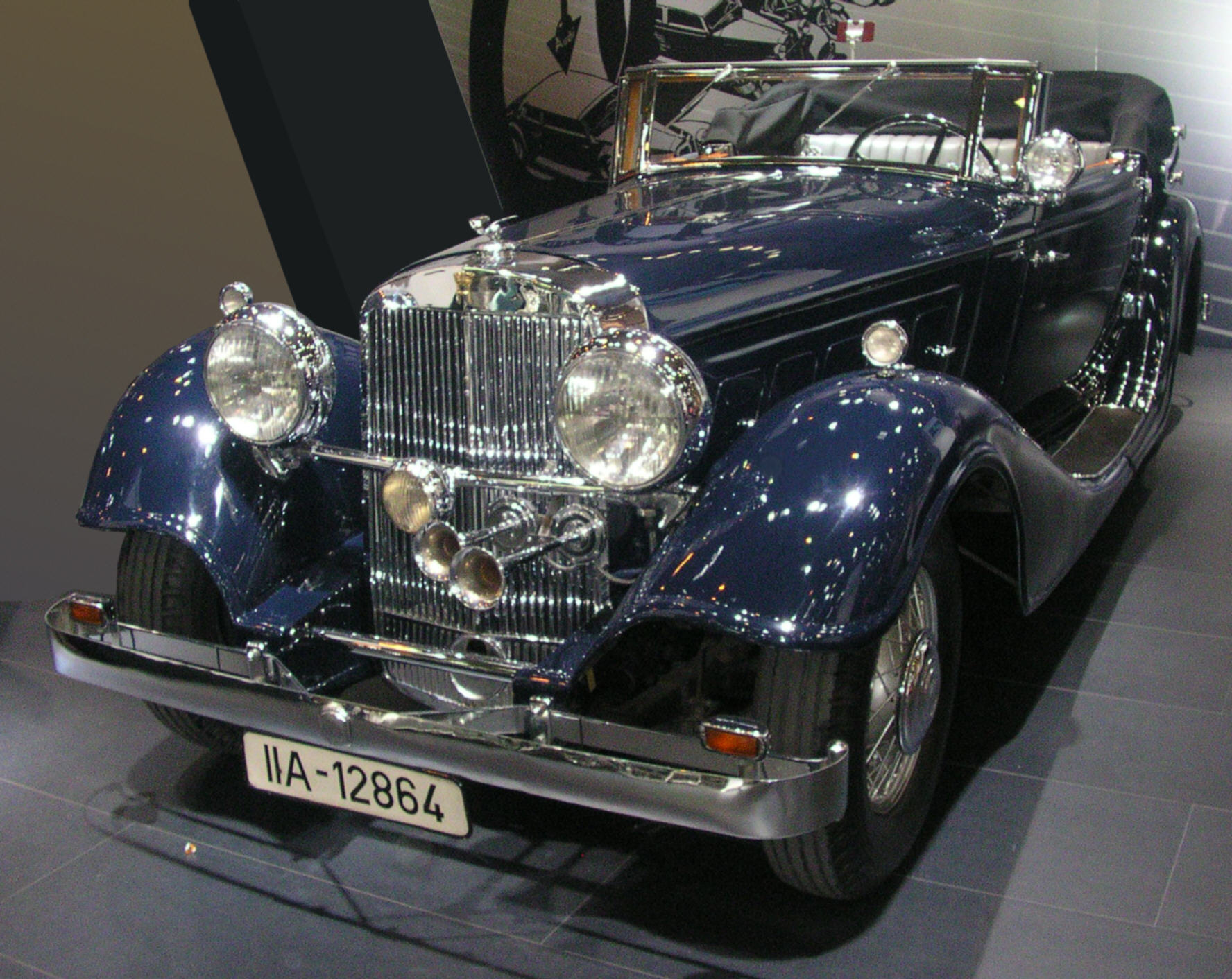
호르히 670,12-실린더의 럭셔리 카브리올레(1932)

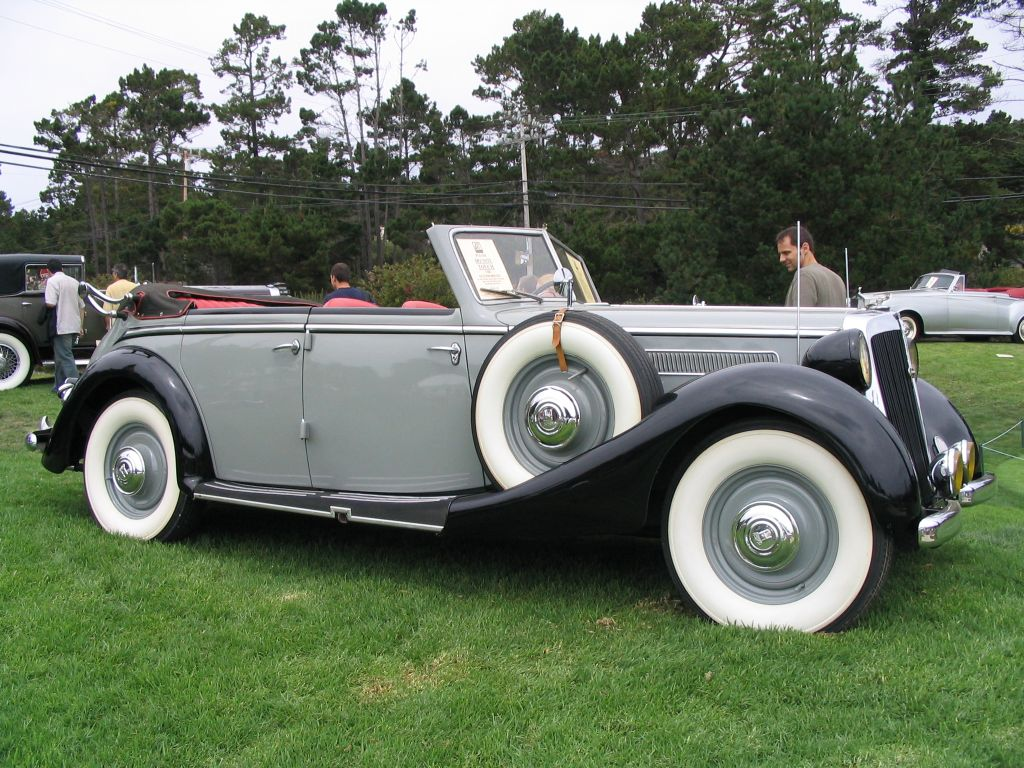
호르히 930V 페이톤(1939)

August Horch와 그의 첫 비즈니스 파트너인 Salli Herz는 1899년 11월 14일 퀼른에 위치한 Cologne Ehrenfeld 구역에 회사를 설립했다. August Horch는 이전에 Karl Benz의 생산 관리자로 일했다. 3년 후인 1902년 그는 Reichenbach im Vogtland로 회사를 옮겼다. 1904년 5월 10일에 그는 Zwickau (색소니 왕국)에 합작 회사인 Horch & Cie, Motorwagenwerke AG를 설립했다. Zwickau 시는 당시 서남부 색슨 카운티 (Saxon County)의 주도였고 작센주의 산업 중심지 중 하나였다.
호르히의 최고 재무 책임자 (CFO)와 문제가 발생한 August Horch는 1909년 7월 16일 Zwickau의 August Horch Automobilwerke GmbH에서 두 번째 회사를 설립했다. 호르히는 이미 등록 상표였고 그는 이름에 대한 권리를 보유하지 않았기 때문에 그는 회사의 명칭을 변경해야했다. 1910년 4월 25일, Audi Automobilwerke라는 이름이 Zwickau 등록 법원의 회사 등록부에 등록되었다. 아우디는 horch의 라틴어 번역어로, "듣다"를 의미하는 독일어 동사 "horchen"에서 왔다.(영어 "hark"를 비교) 아우디란 이름은 Zwickau에서 Horch의 비즈니스 파트너 중의 한 명의 아들에 의해 제안되었다.
1932년 Zwickau (Horch와 Audi)의 두 회사는 Zschopauer Motorenwerke J. S. Rasmussen (DKW 브랜드) 및 Wanderer 자동차 생산 시설을 합병하여 작센 주의 Auto Union 법인이 되었다. Ferdinand Porsche와 Robert Eberan von Eberhorst가 개발하고 Bernd Rosemeyer, Hans Stuck, Tazio Nuvolari 및 Ernst von Delius가 주도한 Zwickau의 Auto Union 경주 팀의 Silver Arrow 경주 용 자동차가 1930년대에 세상에 알려지게 되었다.

## 초기 자동차
이 회사는 1901년 쾰른 근처에서 5 마력 (3.7 kW, 5.1 ps) 및 10 마력 (7.5 kW, 10 ps)의 쌍발 엔진 자동차를 생산하기 시작했다.
최초의 호르히는 그 당시에는 합금 크랭크 케이스가 장착 된 4.5 마력 (3.4kW, 4.6PS) 엔진을 보유하고 있었다. 오픈 바디 디자인을 가졌으며 조명은 등불과 양초로 장식되었다. 후기의 강력한 자동차와는 달리, 호르히는 32km/h (20mph)의 최고 속도에 거의 도달 할 수 없었다. 그것은 그 당시에는 마찰 클러치를 사용하고 바퀴에 동력을 공급하는 구동축을 가지고 있기 때문에 중요했다.
회사는 곧 재정적 어려움을 겪었으며 그 당시 자동차 사업의 선구자적인 성격을 고려할 때 놀라운 일은 아니었다. 호르히는 새로운 파트너를 찾아야했다.
1902년 3월 호르히는 Vogtland의 Reichenbach에서 샤프트 드라이브가 장착 된 20 마력 (15kW, 20PS) 4 기통 자동차를 생산했다. Horch 자동차는 Mercedes 또는 Benz (그때 당시 별도의 제조업체 였음)가 제작한 것보다 훨씬 앞서거나 뛰어난 것으로 간주되었다.틀:By whom
1903년 호르히는 4 기통 엔진으로 자동차를 만들었다. 다음 해 3월, 그는 프랑크푸르트 박람회에 새 차를 선보였다.
1904년 8월 호르히는 1907년에 등장한 최초의 6 기통 엔진을 개발했다. 1906년 Zwickau의 Rudolf Stöss 박사가 운전한 호르히 자동차는 Herkomer Competition (당시 '브랜드 명' 세계 선수권 대회와 동등)에서 승리했다. 1920년 국제적인 베르린 사람 모리츠 스타우스(Moritz Stauss)는 호르히 회사의 주요 주주였다. 그는 자신의 제품 광고에 예술을 소개함으로써 호르히 브랜드를 매우 바람직한 것으로 만드는 데 성공했다. 그는 호르히의 독특한 특성을 강조하는 브랜드 만 성공할 것임을 인정했다.
1923년 Paul Daimler(Stauss 동료)는 호르히에서 8기통 엔진의 수석 엔지니어로 일했다. 호르히 차량은 연속적으로 시리즈 생산에서 8 기통 엔진을 도입한 최초의 모델이다.

## 아우디와의 관계
1909년, 회사의 감독위원회(독일의 이사회와 동등)는 Horch를 퇴출시켰다. Horch는 Audiwerke GmbH로 아우디를 설립했으며, 1910년 4월 25일에 유효하게 되었다. 이 회사의 이름은 호르히 브랜드 사용에 대한 이전 회사와 법적 분쟁의 해결책이었고 또한 영리한 단어 사용이었다("audi"는 명령형 "들어라!"를 의미하는 고대 독일어 "horch"의 라틴어 직역임).
1928년에, 회사는 같은 해에 미국 자동차 제조 회사 Rickenbacker의 나머지 부분을 사들인 DKW (독일 증기 엔진 차량)의 소유주인 Jørgen Skafte Rasmussen에 인수되었다. Rickenbacker를 사들인 것은 8 기통 엔진 제조 장비를 사들였다는 것을 의미했다.

## Auto Union

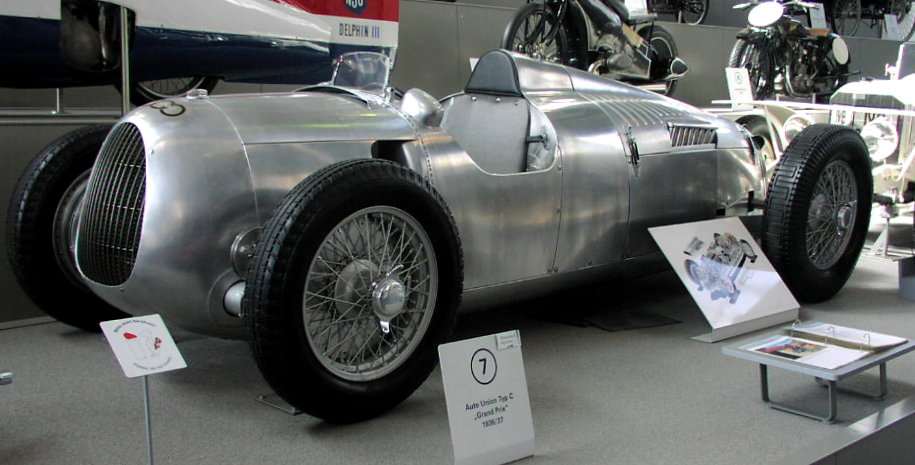
Auto Union Typ C (1936)

결국 1932년 6월 29일 호르히, 아우디, DKW 및 Wanderer가 합병되어 Auto Union AG, Chemnitz 계열사가 되었다. 현재의 아우디 사륜 로고는 이 네 브랜드의 합병을 나타내는 Auto Union 로고이다. 1930년대 호르히는 작고 저렴하지만 여전히 주목할 만한 V8 자동차의 새로운 라인을 선보였다. 1936년 호르히는 Zwickau에서 25,000 번째 8 기통 고급차를 선보였다.
1933년부터 1939년까지 Zwickau에서 Auto Union 그랑프리 경주용 자동차 A 형 ~ D 형이 호르히의 경주 전문 부서에 의해 개발되고 만들어진다. 1933년부터 1939년 사이에 Auto Union 차량들은 Ernst von Delius, Tazio Nuvolari , Bernd Rosemeyer, Hans Stuck 와 Achille Varzi를 태우고 25회의 경주에서 승리했다.

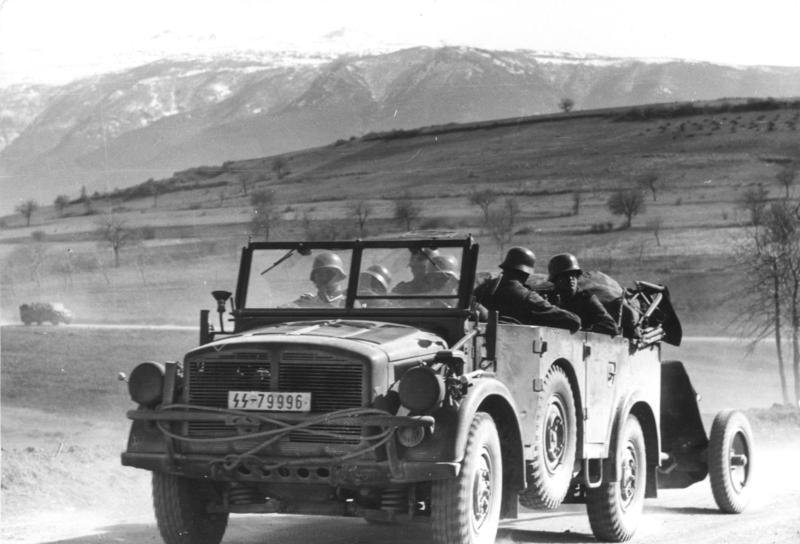
Heavy standard passenger car Type Horch 108 (1942)

Auto Union은 중형 표준 승용차 (Horch 108), 중간 표준 승용차 (Horch 901 및 Wanderer 901) 및 반궤도 차량 Sd.Kfz. 11와 같은 독일 국방군 차량의 주요 공급 업체가 되었다. 민간인 생산은 1940년 3월 이후 중단되었다. 전쟁이 끝나고 Chemnitz의 Auto Union AG가 해체되었고 서독 Ingolstadt에 새로운 Auto Union GmbH가 설립되어 민간 자동차 생산이 계속되었다. 전후 독일의 빈곤이 확산됨에 따라 2 스트로크 엔진이 장착 된 소형 DKW 차량 만 생산되었다. 폭스바겐 AG가 Auto Union을 1964년에 사들인 후, 새로운 4 스트로크 차량 아우디 F103과 함께 오래된 브랜드 아우디가 다시 소개되었다. Daimler-Benz는 1980년대 중반까지 호르히 브랜드에 대한 상표권을 유지했다. Daimler-Benz는 호르히 브랜드의 권리를 아우디에 양도했으며, 아우디는 신형 아우디 레이싱 카에 대해 "Silberpfeil"(은색 화살표)라는 이름을 사용하지 않기로 결정했다. 그러나 브랜드는 휴면 상태로 유지되고 있다.

## 트라반트와의 관계
제 2차 세계 대전 중 공장들은 폭탄으로 인해 큰 피해를 입었다. 나중에, 전진하는 소련군이 이 지역을 점령하고, 1945년에 분할된 독일의 소비에트 부문의 일부가 되었고 나중에 동독의 일부가 되었다.

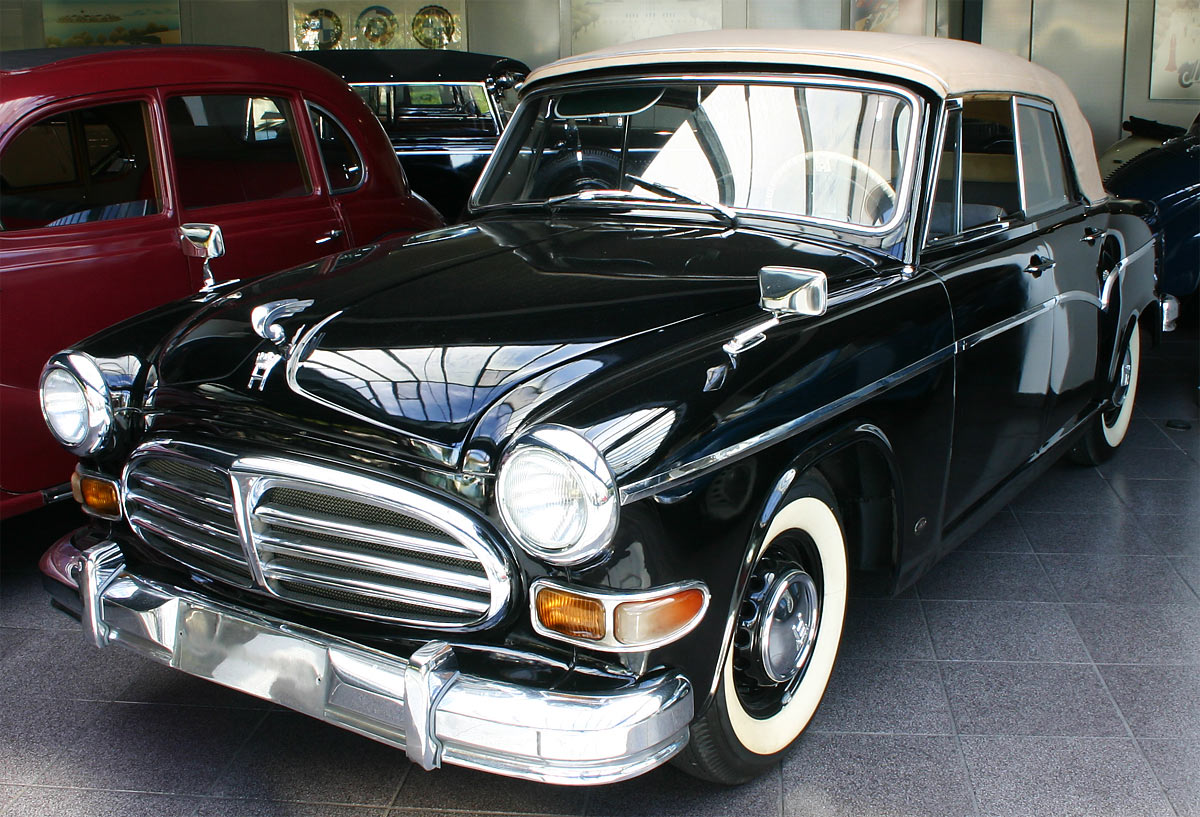
Horch P240 (Sachsenring) Cabriolet (1956)

1955-1958 사이에, 오래된 호르히 공장은 그 당시 인기있던 6 기통 자동차 Horch P240를 생산했다. Zwickau의 전 Horch 및 Audi 작업은 1958년에 통합되었다. 동독 기업 IFA의 새 브랜드 Sachsenring이 탄생했다. 1958년 통일 후 P240 차량은 Sachsenring P240으로 개명되었다. 소비에트 행정부가 P240의 해외 수출을 불가피하게 금지함에 따라 동독 경제부는 차량 생산을 중단하기로 결정했다. IFA는 또한 1957년부터 초기 트라반트 "P-50"모델을 생산했다.
Zwickau 사이트는 폭스바겐에 의해 1991년에 인수되어 아우디와의 관계는 효과적으로 복원되었다.

## 희귀 모델
2006년 6월 24일, 원형을 유지한 희귀한 1937 Horch 853A Sport Cabriolet가 Cortland NY 경매에서 $ 299,000에 판매되었다.
1930년대 후반 호르히는 호르히 로고가 새겨진 홍보용 스카프를 제한적으로 공급했다. 가장 부유한 운전자에게만 보냈지만 전쟁 전 자동차 시대의 열광적인 애호가들 사이에서 주요 수집품이었다. 그러나, 이 스카프는 SS 회원들 사이에서 흔하게 발견되기 때문에 어느 정도의 논란이 있다.

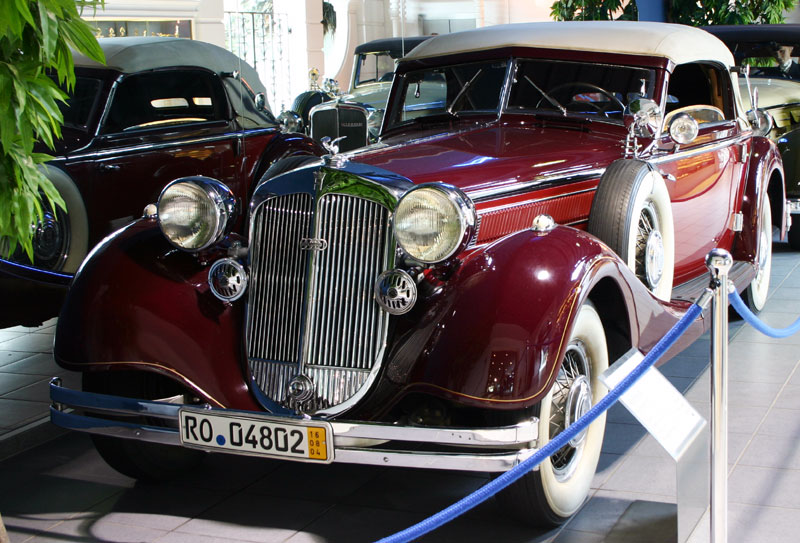
1938 Horch 853 Sport Cabriolet (1938)

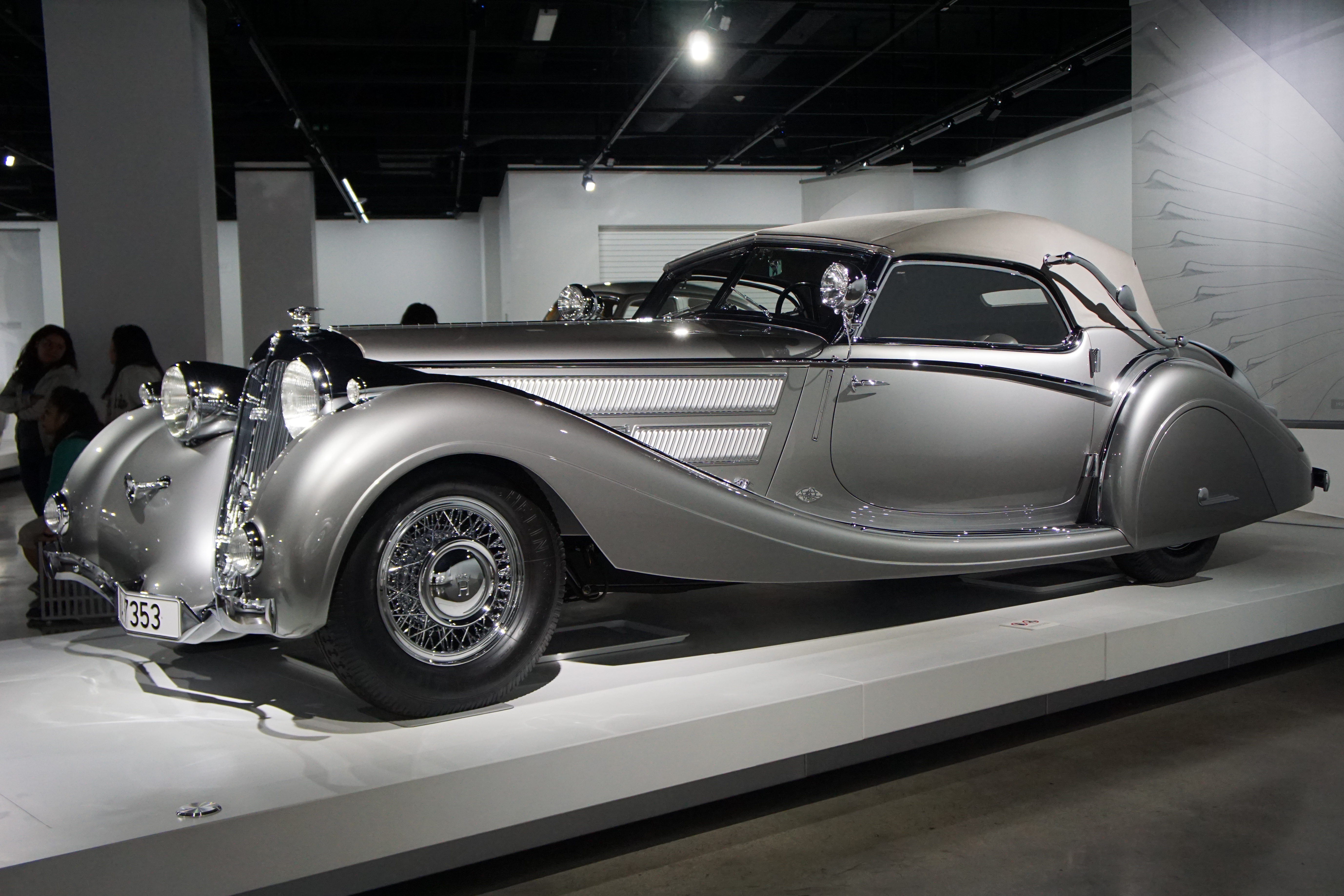
1937 Horch 853 Voll & Ruhrbeck Sport Cabriolet

## 호르히 모델
| 타입                                 | 설계      | 실린더     | 배기량         | Power                      | Top speed                          |
| ------------------------------------ | --------- | ---------- | -------------- | -------------------------- | ---------------------------------- |
| 4-15 PS                              | 1900–1903 | straight-2 | 2.9-3.7 kW     | 60 킬로미터 매 시 (37 mph) |                                    |
| 10-16 PS                             | 1902–1904 | straight-2 | 7.4-8.8 kW     | 62 킬로미터 매 시 (39 mph) |                                    |
| 22-30 PS                             | 1903      | straight-4 | 2,725 cc       | 16.2-18.4 kW               |                                    |
| 14-20 PS                             | 1905–1910 | straight-4 | 2,270 cc       | 10.3-12.5 kW               |                                    |
| 18/25 PS                             | 1904–1909 | straight-4 | 2,725 cc       | 16.2 kW                    |                                    |
| 23/50 PS                             | 1905–1910 | straight-4 | 5,800 cc       | 29 kW                      | 100 킬로미터 매 시 (62 mph)        |
| 26/65 PS                             | 1907–1910 | straight-6 | 7,800 cc       | 44 kW                      | 120 킬로미터 매 시 (75 mph)        |
| 25/60 PS                             | 1909–1914 | straight-4 | 6.395 cc       | 40 kW                      | 110 킬로미터 매 시 (68 mph)        |
| 10/30 PS                             | 1910–1911 | straight-4 | 2,660 cc       | 18.4 kW                    |                                    |
| K (12/30 PS)                         | 1910–1911 | straight-4 | 3,177 cc       | 20.6 kW                    | 75 킬로미터 매 시 (47 mph)         |
| 15/30 PS                             | 1910–1914 | straight-4 | 2,608 cc       | 22 kW                      | 80 킬로미터 매 시 (50 mph)         |
| H (17/45 PS)                         | 1910–1919 | straight-4 | 4,240 cc       | 33 kW                      |                                    |
| 6/18 PS                              | 1911–1920 | straight-4 | 1,588 cc       | 13.2 kW                    |                                    |
| 8/24 PS                              | 1911–1922 | straight-4 | 2,080 cc       | 17.6 kW                    | 70 킬로미터 매 시 (43 mph)         |
| O (14/40 PS)                         | 1912–1922 | straight-4 | 3,560 cc       | 29 kW                      | 90 킬로미터 매 시 (56 mph)         |
| Pony (5/14 PS)                       | 1914      | straight-4 | 1,300 cc       | 11 kW                      |                                    |
| 25/60 PS                             | 1914–1920 | straight-4 | 6,395 cc       | 44 kW                      | 110 킬로미터 매 시 (68 mph)        |
| 18/50 PS                             | 1914–1922 | straight-4 | 4,710 cc       | 40 kW (55 PS)              | 100 킬로미터 매 시 (62 mph)        |
| S (33/80 PS)                         | 1914–1922 | straight-4 | 8,494 cc       | 59 kW                      |                                    |
| 10 M 20 (10/35 PS)                   | 1922–1924 | straight-4 | 2,612 cc       | 25.7 kW                    | 80 킬로미터 매 시 (50 mph)         |
| 10 M 25 (10/50 PS)                   | 1924–1926 | straight-4 | 2,612 cc       | 37 kW                      | 95 킬로미터 매 시 (59 mph)         |
| 8 Typ 303/304 (12/60 PS)             | 1926–1927 | straight-8 | 3,132 cc       | 44 kW                      | 100 킬로미터 매 시 (62 mph)        |
| 8 Typ 305/306 (13/65 PS)             | 1927–1928 | straight-8 | 3,378 cc       | 48 kW                      | 100 킬로미터 매 시 (62 mph)        |
| 8 Typ 350/375/400/405 (16/80 PS)     | 1928–1931 | straight-8 | 3,950 cc       | 59 kW                      | 100 킬로미터 매 시 (62 mph)        |
| 8 3 L Typ 430                        | 1931–1932 | straight-8 | 3,009-3,137 cc | 48 kW (65 PS)              | 100 킬로미터 매 시 (62 mph)        |
| 8 4 L Typ 410/440/710                | 1931–1933 | straight-8 | 4,014 cc       | 59 kW (80 PS)              | 100–110 킬로미터 매 시 (62–68 mph) |
| 8 4.5 L Typ 420/450/470/720/750/750B | 1931–1935 | straight-8 | 4,517 cc       | 66 kW (90 PS)              | 115 킬로미터 매 시 (71 mph)        |
| 8 5 L Typ 480/500/500A/500B/780/780B | 1931–1935 | straight-8 | 4,944 cc       | 74 kW (100 PS)             | 120–125 킬로미터 매 시 (75–78 mph) |
| 12 6 L Typ 600/670                   | 1931–1934 | V12        | 6,021 cc       | 88 kW (120 PS)             | 130–140 킬로미터 매 시 (81–87 mph) |
| 830                                  | 1933–1934 | V8         | 3,004 cc       | 51 kW (70 PS)              | 110–115 킬로미터 매 시 (68–71 mph) |
| 830B                                 | 1935      | V8         | 3,250 cc       | 51 kW (70 PS)              | 115 킬로미터 매 시 (71 mph)        |
| 830Bk/830BL                          | 1935–1936 | V8         | 3,517 cc       | 55 kW (75 PS)              | 115–120 킬로미터 매 시 (71–75 mph) |
| 850/850 Sport                        | 1935–1937 | straight-8 | 4,944 cc       | 74 kW (100 PS)             | 125–130 킬로미터 매 시 (78–81 mph) |
| 830BL/930V                           | 1937–1938 | V8         | 3,517 cc       | 60 kW (82 PS)              | 120–125 킬로미터 매 시 (75–78 mph) |
| 830BL/930V                           | 1938–1940 | V8         | 3,823 cc       | 67.6 kW (92 PS)            | 125–130 킬로미터 매 시 (78–81 mph) |
| 851/853/853A/855/951/951A            | 1937–1940 | straight-8 | 4,944 cc       | 74 kW (100 PS)             | 125–140 킬로미터 매 시 (78–87 mph) |

## 같이 보기
- 독일 차 목록

## 읽을 거리
- Kirchberg, Peter, Pönisch, Jürgen: Horch. Typen – Technik – Modelle. Delius Klasing, Bielefeld 2006, ISBN 3-7688-1775-X.
- Horch, August: Ich baute Autos. Vom Schmiedelehrling zum Autoindustriellen. Schützen-Verlag, Berlin 1937.
- Lang, Werner: „Wir Horch-Arbeiter bauen wieder Fahrzeuge“. Geschichte des Horch-Werkes Zwickau 1945 bis 1958. Bergstraße Verlagsgesellschaft mbH, Aue 2007, ISBN 978-3-9811372-1-7.
- Pönisch, Jürgen: 100 Jahre Horch-Automobile 1899–1999. Aufstieg und Niedergang einer deutschen Luxusmarke. Zwickau 2000, ISBN 3-933282-07-1.